# روجر دبليو. موس جونيور
روجر دبليو. موس جونيور (بالإنجليزية: Roger W. Moss, Jr.)‏ هو مؤرخ أمريكي، ولد في 31 يناير 1940.